# Салда (село)
Салда — село в Тляратинском районе Дагестана. Входит в состав сельского поселения сельсовет Чородинский.

## Происхождение названия
Название села «Салда» произошло от авар. «Сали» – «песок», с добавлением авар. локатива «да» – «на, над», т.е. «Салда» – [село] на песке. Такие топонимы не редки в Аварии. Вот например в Гунибском районе есть идентичный топоним «Салтӏа», который переводится также.

## География
Расположено в 20 км к юго-востоку от районного центра — села Тлярата, на реке Аварское Койсу.

## Население
| 1869 | 1888 | 1895 | 1926 | 1939 | 1970 | 1989 |
| ---- | ---- | ---- | ---- | ---- | ---- | ---- |
| 81   | ↗143 | ↘138 | ↘96  | ↘93  | ↗137 | ↗164 |
| 2002 | 2010 | 2021 |      |      |      |      |
| ↘115 | ↗358 | ↗454 |      |      |      |      |